# 브라이스 하퍼
브라이스 하퍼(Bryce Harper, 1992년 10월 16일 ~ )는 내셔널 리그 필라델피아 필리스의 선수이다. 2010년 전체 드래프트 1순위로 워싱턴 내셔널스에 입단하였다. 스윙을 할 때 하체를 무척 잘 쓴다. 그는 Skip Back Foot이라는 하체기술을 쓴다고 한다.
2012년 4월 29일 트리플A에서 콜업되어 메이저 리그에 데뷔하였다. 데뷔 후 2012년 9월 27일에는 20홈런을 기록함으로써 메이저 리그 역대 10대 선수로는 2번째 '10대 20홈런 선수' 가 되었다.
대학시절부터 엄청난 활약을 펼치면서 기대를 받고 메이저 리그에 데뷔한 브라이스 하퍼는 데뷔 시즌에 WAR 5.0을 기록하였다. (WAR 1의 가치는 약 500만불) 이는 메이저 리그에서 19세 선수가 기록한 최고 기록이다.
이러한 활약을 바탕으로 그해 내셔널 리그 신인왕을 차지했는데 2위를 기록한 16승 투수 웨이드 마일리(16승 11패 3.33)를 역대 4위에 해당되는 최소 점수 차(112 대 105)로 제치고, 1984년 드와이트 구든에 이어 역대 두 번째로 어린 나이(20세 27일)에 신인왕을 차지했다.(구든과 하퍼는 24일 차다).

## 수상경력
- MLB 홈런더비 우승(2018)
- 내셔널리그 MVP(2015, 2021)
- 베이스볼 아메리카 선정 올해의 선수(2015)
- 내셔널리그 우익수 포지션 실버슬러거(2015)
- 내셔널리그 행크 아론 상(2015,2021)
- 내셔널리그 신인왕(2012)
- 골든 스파이크 상(2010)

## 연도별 타격 성적
| 연 도     | 소 속     | 경 기 | 타 석 | 타 수 | 득 점 | 안 타 | 2 루 타 | 3 루 타 | 홈 런 | 루 타 | 타 점 | 도 루 | 도 루 자 | 희 생 번 | 희 생 플 | 볼 넷 | 고 4 | 사 구 | 삼 진 | 병 살 타 | 타 율 | 출 루 율 | 장 타 율 | O P S |
| --------- | --------- | ----- | ----- | ----- | ----- | ----- | ------- | ------- | ----- | ----- | ----- | ----- | -------- | -------- | -------- | ----- | ---- | ----- | ----- | -------- | ----- | -------- | -------- | ----- |
| 2012년    | WSH       | 139   | 597   | 533   | 98    | 144   | 26      | 9       | 22    | 254   | 59    | 18    | 6        | 3        | 3        | 56    | 0    | 2     | 120   | 8        | .270  | .340     | .477     | .817  |
| 2013년    | WSH       | 118   | 497   | 424   | 71    | 116   | 24      | 3       | 20    | 206   | 58    | 11    | 4        | 3        | 4        | 61    | 4    | 5     | 94    | 4        | .274  | .368     | .486     | .854  |
| 2014년    | WSH       | 100   | 395   | 352   | 41    | 96    | 10      | 2       | 13    | 149   | 32    | 2     | 2        | 3        | 1        | 38    | 4    | 1     | 104   | 6        | .273  | .344     | .423     | .768  |
| 2015년    | WSH       | 153   | 521   | 352   | 118   | 172   | 38      | 1       | 42    | 338   | 99    | 6     | 4        | 0        | 4        | 124   | 15   | 5     | 131   | 15       | .330  | .460     | .649     | 1.109 |
| 2016년    | WSH       | 147   | 627   | 506   | 84    | 123   | 24      | 2       | 24    | 223   | 86    | 21    | 10       | 0        | 10       | 108   | 20   | 3     | 117   | 11       | .243  | .373     | .441     | .814  |
| 2017년    | WSH       | 111   | 492   | 420   | 95    | 134   | 27      | 1       | 29    | 250   | 87    | 4     | 2        | 0        | 3        | 68    | 11   | 1     | 99    | 15       | .319  | .413     | .595     | 1.008 |
| 2018년    | WSH       | 159   | 695   | 550   | 103   | 137   | 34      | 0       | 34    | 273   | 100   | 13    | 3        | 0        | 9        | 130   | 16   | 6     | 169   | 7        | .249  | .393     | .496     | .889  |
| 2019년    | PHI       | 157   | 682   | 573   | 98    | 149   | 36      | 1       | 35    | 292   | 114   | 15    | 3        | 0        | 4        | 99    | 11   | 6     | 178   | 10       | .260  | .372     | .510     | .882  |
| 통산：8년 | 통산：8년 | 1084  | 4639  | 3879  | 708   | 1071  | 219     | 19      | 219   | 1985  | 635   | 90    | 34       | 9        | 38       | 684   | 81   | 29    | 1012  | 76       | .276  | .385     | .512     | .897  |

- 2019시즌 종료 기준.
- 각년도의 굵은 글씨는 리그 최고.